# Бібосинов Сакен Ісмадіярович
Сакен Бібоссінов (нар. 3 липня 1997) — казахський боксер, що виступає у найлегшій ваговій категорії, бронзовий призер Олімпійських ігор 2020 року, чемпіон світу.

## Любительська кар'єра
Чемпіонат світу 2019
- 1/16 фіналу: Переміг Хархуугіна Енхмандака (Монголія) — 3-2
- 1/8 фіналу: Переміг Юберхена Мартінеса (Колумбія) — 5-0
- 1/4 фіналу: Переміг Артура Ованесяна (Вірменія) — 4-1
- 1/2 фіналу: Програв Аміту Пангалу (Індія) — 2-3

Олімпійські ігри 2020
- 1/16 фіналу: Переміг Янкіеля Ріверу (Пуерто-Рико) — 4-1
- 1/8 фіналу: Переміг Білала Беннама (Франція) — 5-0
- 1/4 фіналу: Переміг Габріеля Ескобара (Іспанія) — 2-3
- 1/2 фіналу: Програв Галалу Яфаю (Велика Британія) — 2-3

Чемпіонат світу 2021
- 1/16 фіналу: Переміг Хасанбоя Дусматова (Узбекистан) — 5-0
- 1/8 фіналу: Переміг Діпака Бхоріа (Індія) — 5-0
- 1/4 фіналу: Переміг Юберхена Мартінеса (Колумбія) — 3-0
- 1/2 фіналу: Переміг Танаратв Сенгфета (Таїланд) — 4-1
- Фінал: Переміг Роско Хілла (США) — 5-0

На чемпіонаті світу 2023 програв у першому бою.